# Birger Lensander
Birger Alexander Lensander (ur. 21 października 1908 w Södertälje, zm. 3 marca 1971 w Sztokholmie) – szwedzki aktor. Na przestrzeni lat 1943–1969 wystąpił w ponad 70 produkcjach filmowych i telewizyjnych.

## Wybrana filmografia
- Mästerdetektiven Blomkvist lever farligt (1957)
- Kochanka (Älskarinnan, 1962)
- Milczenie (Tystnaden, 1963)
- Wyspa (Ön, 1966)
- Oto twoje życie (Här har du ditt liv, 1966)